# Xian de Shuifu
Pour les articles homonymes, voir Shuifu.
Le xian de Shuifu (水富县 ; pinyin : Shuǐfù Xiàn) est un district administratif de la province du Yunnan en Chine. Il est placé sous la juridiction de la ville-préfecture de Zhaotong.

## Démographie
La population du district était de 88 636 habitants en 1999.